# Vejlby (Norddjurs Kommune, tidligere Grenaa Kommune)
|  | For alternative betydninger, se Vejlby (flertydig). (Se også artikler, som begynder med Vejlby) |
Vejlby er en lille landsby i Norddjurs Kommune ved Grenaa. Man kender Vejlby fra Steen Steensen Blichers roman Præsten i Vejlbye. Vejlby har vel nok en 150 indbyggere.
|  | Denne artikel om lokaliteten Vejlby (Norddjurs Kommune, tidligere Grenaa Kommune) kan blive bedre, hvis der indsættes et (bedre) billede. Du kan hjælpe ved at afsøge Wikimedia Commons for et passende billede eller lægge et op på Wikimedia Commons med en af de tilladte licenser og indsætte det i artiklen. |

56°22′58″N 10°48′45″Ø / 56.38278°N 10.81250°Ø